# Боклант, Вилли
Вилли Боклант (нидерл. Willy Bocklant;  26 января 1941, район Беллегем, Кортрейк, провинция Западная Фландрия, Бельгия  — 6 июня 1985, Мускрон,  провинция Эно, Бельгия) — бельгийский профессиональный шоссейный велогонщик в 1962-1969 годах. Победитель велогонок Тур Романдии (1963), Льеж — Бастонь — Льеж (1964), E3 Харелбеке (1967).

## Достижения
1960
1-й Франко-Бельгийское кольцо
1-й Triptyque ardennais — Генеральная классификация
1-й — Этапы 1 и 3
1962
2-й Гран-при Зоттегема
6-й Париж — Тур
1963
1-й Тур Романдии
1-й Stadprijs Geraardsbergen
3-й Кюрне — Брюссель — Кюрне
4-й Милан — Сан-Ремо
4-й Джиро ди Ломбардия
4-й E3 Харелбеке
5-й Париж — Тур
5-й Флеш Валонь
6-й Супер Престиж Перно
1964
1-й Гран Пьемонте
1-й Льеж — Бастонь — Льеж
2-й Чемпионат Бельгии — Групповая гонка
3-й Гран-при Пино Черами
3-й Милан — Сан-Ремо
4-й Париж — Рубе
7-й Париж — Брюссель
9-й Париж — Тур
1965
1-й Брабантсе Пейл
1-й Брюссель — Ингойгем
1-й Гран-при Исберга
1-й — Этап 2 Париж — Ницца
1-й — Этап 2 Тур Романдии
2-й Гран-при Фурми
3-й Париж — Брюссель
4-й Флеш Валонь
4-й Кюрне — Брюссель — Кюрне
6-й Тур Люксембурга — Генеральная классификация
6-й Эшборн — Франкфурт
7-й Льеж — Бастонь — Льеж
9-й E3 Харелбеке
1966
2-й E3 Харелбеке
2-й Дварс дор Фландерен
7-й Париж — Рубе
7-й Льеж — Бастонь — Льеж
7-й Тур Фландрии
8-й Гент — Вевельгем
10-й Париж — Брюссель
10-й Омлоп Хет Ниувсблад
1967
1-й E3 Харелбеке
3-й Флеш Валонь
1968
2-й Гран-при Фурми
6-й Кюрне — Брюссель — Кюрне
10-й Омлоп Хет Ниувсблад
1969
9-й Париж — Рубе

## Статистика выступлений

### Гранд-туры
| Гранд-тур                 | 1963 | 1964 | 1965 |
| ------------------------- | ---- | ---- | ---- |
| Джиро д’Италия            | —    | —    | —    |
| Тур де Франс              | НФ   | НФ   | НФ   |
| (c 2010 ) Вуэльта Испании | —    | —    | —    |

| —  | Не участвовал  |
| НФ | Не финишировал |